# L'Illustration

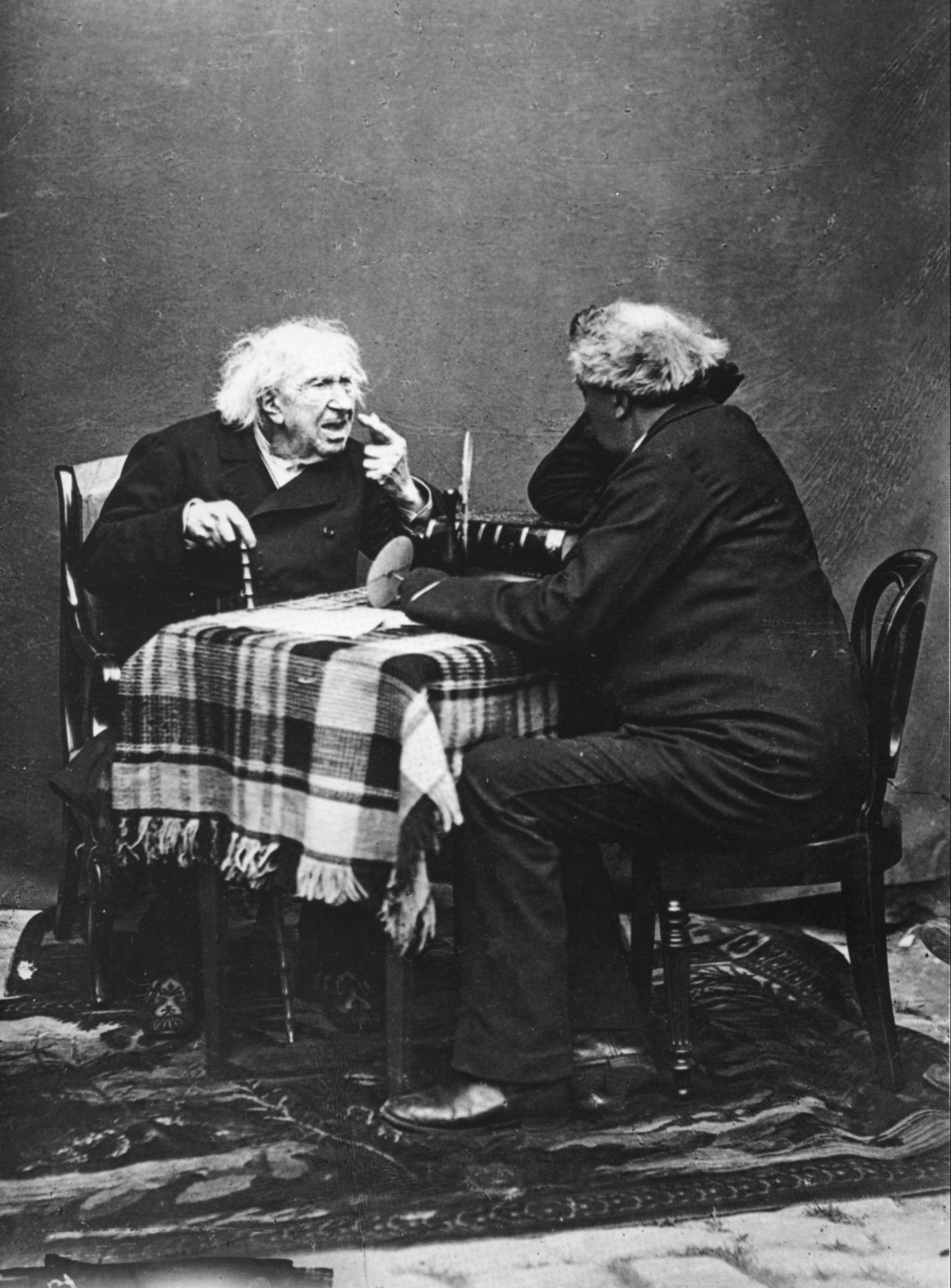
Félix Nadar, Paul Nadar: Rozhovor pana Nadara s panem Chevreulem v den jeho stých narozenin, 1886

L'Illustration byl francouzský týdeník vydávaný v Paříži, který sehrál průkopnickou roli v oblasti ilustrovaných časopisů.

## Historie
Založil jej Edouard Charton a první vydání vyšlo 4. března 1843.
V roce 1891 se L'Illustration stal prvním francouzským časopisem, který publikoval fotografii a v roce 1907 jako první publikoval barevnou fotografii. Publikoval například také román Gastona Lerouxe "Tajemství žlutého pokoje" (Le Mystère de la chambre jaune) jako seriál (román na pokračování) rok před jeho vydáním v roce 1908. Vycházel jako vázané sešity, v meziválečné době byl tištěn na křídovém papíře a publikoval velmi kvalitní ilustrované články o nejrůznějších tématech.
Během druhé světové války L'Illustration vydával kolaborant Jacques de Lesdain, po osvobození Paříže vydávání novin skončilo. Opět začaly vycházet v roce 1945 jako France-Illustration, ale zkrachovaly v roce 1957.

## Félix Nadar aL´Illustration
Přibližně v roce 1886 se Félix Nadar a jeho syn Paul rozhodli ke společnému dílu s názvem Rozhovor pana Nadara s panem Chevreulem v den jeho stých narozenin. Jednalo se o rozhovor s lékárníkem M. E. Chevreulem (101 let), který vedl Nadar-otec a fotografoval Paul. Soubor fotografií, který se ve stejném roce objevil v časopise L'Illustration, je považován za průkopnickou práci v historii vývoje fotografické reportáže a první foto-rozhovor. Byl dokonce nahráván na phonophon Clémenta Adera (1841-1925).